# Wairauïta
La wairauïta és un mineral de la classe dels elements natius. Rep el seu nom del lloc on va ser descoberta, a la vall Wairau (Nova Zelanda).

## Característiques
La wairauïta és un aliatge de cobalt i ferro, de fórmula química CoFe. Cristal·litza en el sistema cúbic en forma de cristalls euèdrics, normalment per sota dels 2 micròmetres de diàmetre, molts d'aquests mostrant el cub i l'octàedre com a formes comunes. La seva duresa a l'escala de Mohs és 5.
Segons la classificació de Nickel-Strunz, la wairauïta pertany a «01.AE: Metalls i aliatges de metalls, família ferro-crom» juntament amb els següents minerals: vanadi, molibdè, crom, ferro, kamacita, tungstè, taenita, tetrataenita, antitaenita, cromferur, fercromur, awaruïta, jedwabita i manganès.

## Formació i jaciments
Es troba en lizardita-serpentina en intrusiones ultramàfiques. Sol trobar-se associada a altres minerals com: cromita, magnetita, awaruïta o coure. Va ser descoberta l'any 1964 a Red Hill, a la vall de Wairau (Illa del Sud, Nova Zelanda). També n'hi ha jaciments al Canadà, República Popular de la Xina, Itàlia, Japó, el Kazakhstan, Rússia i els Estats Units.